# Национальный пантеон Гаити
Музей национального пантеона Гаити (фр. Musée du Panthéon National Haïtien, MUPANAH) — исторический и художественный музей в столице Гаити городе Порт-о-Пренс; был открыт 7 апреля 1983 года и посвящён как героям борьбы за независимость Гаити (призван увековечить и распространить память об «Отцах нации»), так и культуре страны; в результате землетрясения 2010 года здание музея было лишь незначительно повреждено; проводит временные выставки, в том числе и произведений современного искусства (картин и скульптур), созданных местными авторами.